# Rhinoclemmys annulata
Espèce
Synonymes
- Geoclemmys annulata Gray, 1860
- Chelopus gabbii Cope, 1876

Statut de conservation UICN

 NT  : Quasi menacé
Rhinoclemmys annulata est une espèce de tortues de la famille des Geoemydidae.

## Répartition

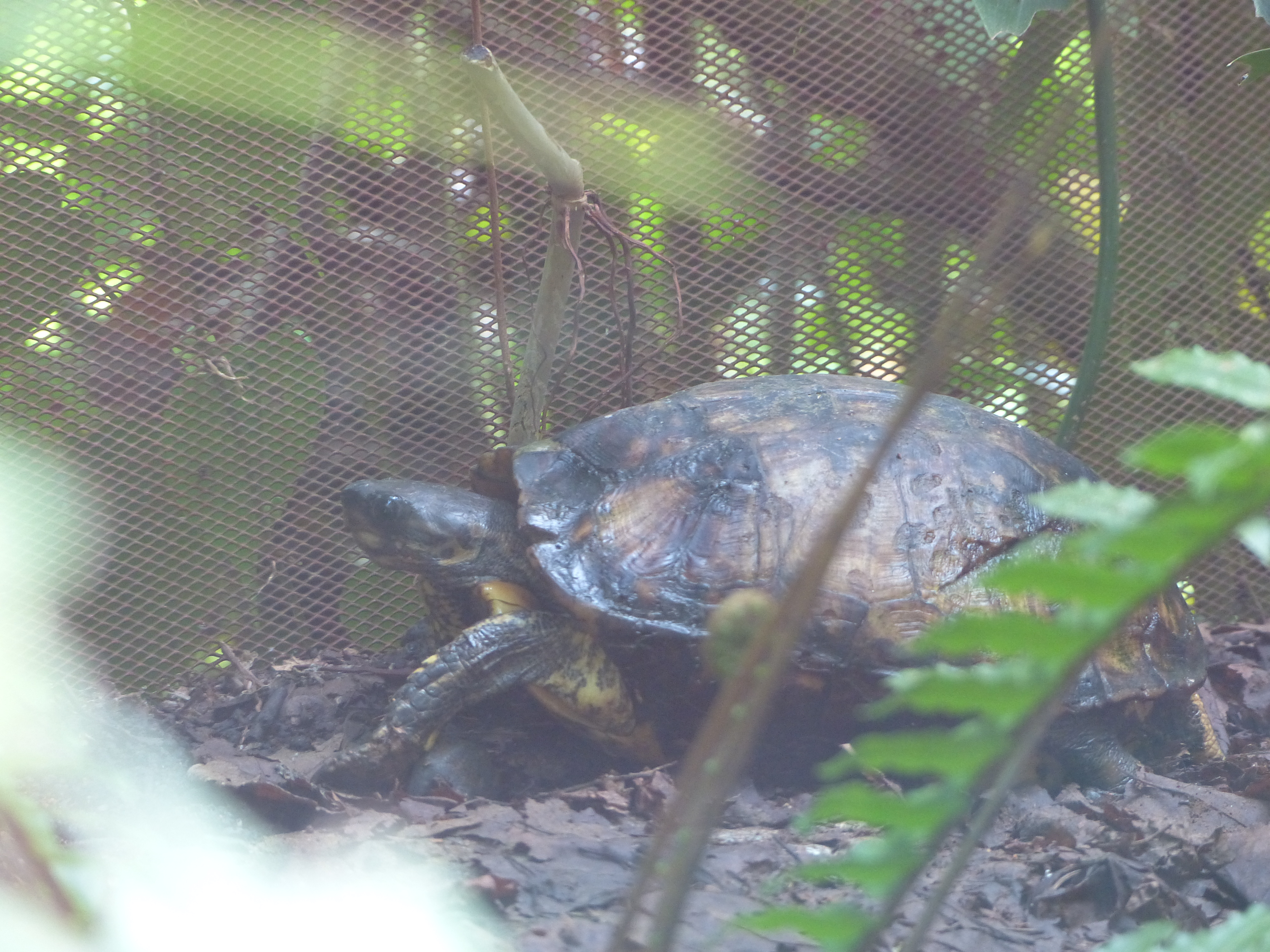
Rhinoclemmys annulata.

Cette espèce se rencontre :
- en Colombie dans les départements d'Antioquia, de Cauca, de Chocó, de Córdoba, de Nariño et de Valle del Cauca ;
- au Costa Rica ;
- en Équateur ;
- au Honduras ;
- au Nicaragua ;
- au Panamá.

## Publication originale
- Gray, 1860 : Description of a new species of Geoclemmys from Ecuador. Proceedings of the Zoological Society of London, vol. 1860, p. 231–232 (texte intégral).